# Bragg (cràter)
Bragg és un antic cràter d'impacte que es troba a la cara oculta de la Lluna, just més enllà del seu extrem nord-oest. Aquesta formació ha estat fortament erosionada i reconfigurada per impactes posteriors, deixant una depressió irregular a la superfície. La part més intacta de la vora se situa al llarg de la cara occidental, mentre que el costat nord i est gairebé han desaparegut, envaïts per diversos cràters més petits. El més notable d'ells és Bragg H, que es troba a l'altre costat del perímetre est-sud-est.

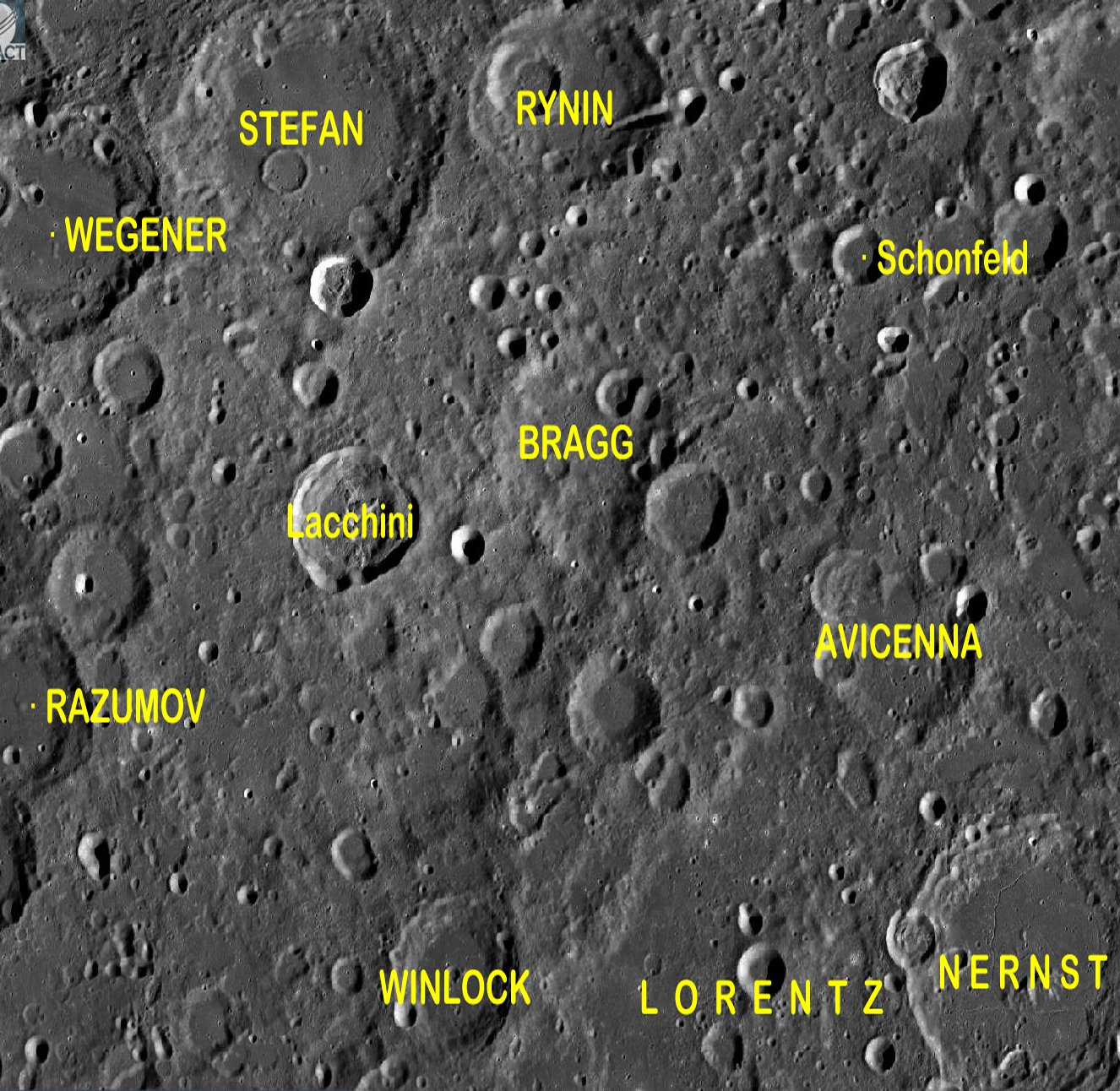
Localització de Bragg (centre de la imatge)
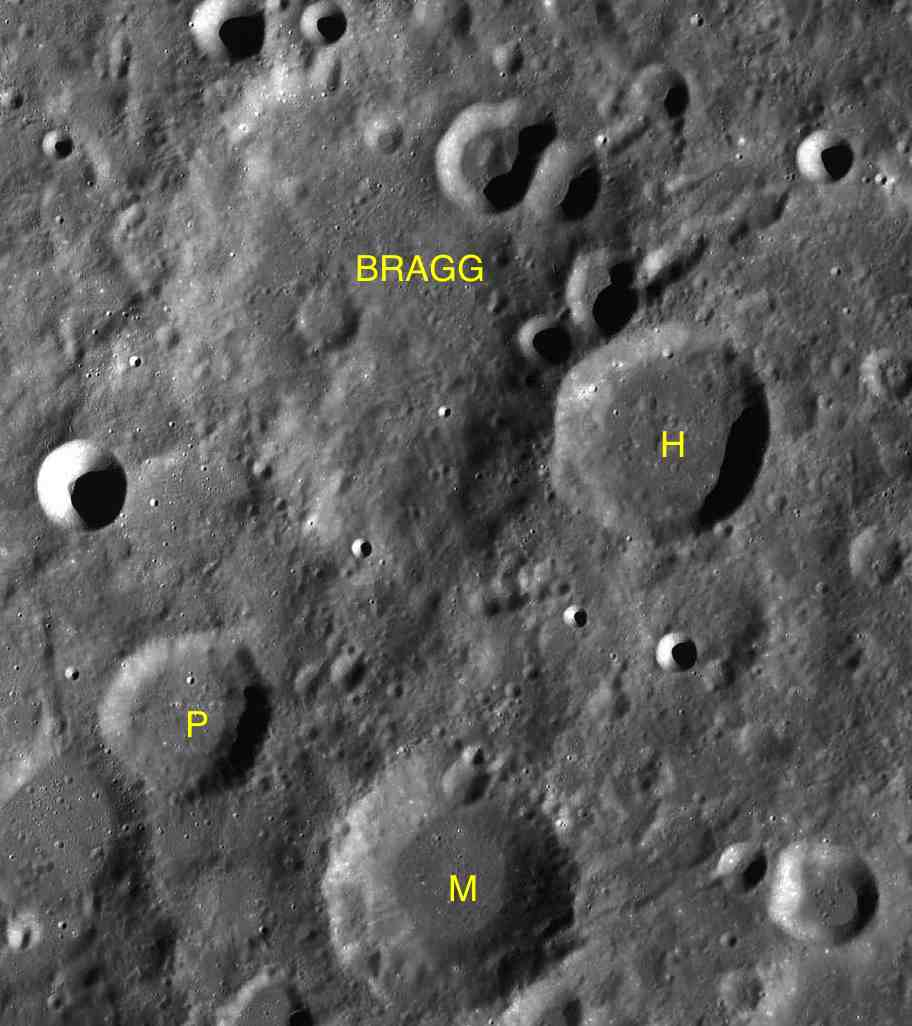
Cràters satèl·lit
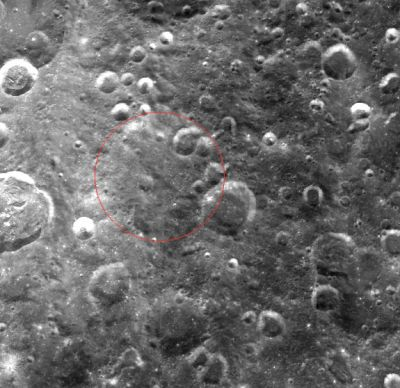
Fotografia de la missió Clementine (1994)

Aquest cràter es troba al nord-nord-oest de la plana del cràter Lorentz. Cràters propers són Rynin (al nord), Stefan (al nord-oest), Lacchini (a l'oest), i Avicenna (al sud-est). La regió d'aquest cràter és molt accidentada i està marcada per nombrosos impactes més petits.

## Cràters satèl·lit
Per convenció aquests elements són identificats en els mapes lunars posant la lletra en el costat del punt central del cràter que està més proper a Bragg.
| Bragg | Coordenades                            | Diàmetre |
| ----- | -------------------------------------- | -------- |
| H     | 41° 42′ N, 101° 00′ O / 41.7°N,101.0°O | 40 km    |
| M     | 39° 06′ N, 102° 30′ O / 39.1°N,102.5°O | 45 km    |
| P     | 40° 00′ N, 104° 24′ O / 40.0°N,104.4°O | 30 km    |